# Mercedes-Benz Tourismo
El Mercedes-Benz Tourismo, conocido también con las siglas O 350, es un autocar producto de la compañía Mercedes-Benz, usado para transporte de pasajeros. Introducido en el año 1994 reemplazando a la gama Mercedes-Benz O 303/O 404, hoy en día es uno de los autocares más fiables y vendidos de Europa.

## Historia
El Mercedes-Benz Tourismo hizo su estreno en 1994 bajo la denominación O 350 Tourismo. En ese entonces, fue el primer autobús con estrella que llevaba un nombre; antes de eso, eran comunes las denominaciones como O 303 o O 404.
Apenas diez años después de su estreno, el Tourismo celebró un gran aniversario con la serie especial "Edition 10.000", equipada de manera exclusiva. En el otoño de 2006, después de más de 12.000 unidades vendidas, se creó la segunda generación de autocares.
En el año 2013 las ventas totales alcanzaron la cifra de 20 000 unidades desde 1994. En verano de 2019 se entregó el Tourismo número 30 000 a un cliente polaco.

## Versiones
Este modelo está disponible en varias versiones:
- Modelo estándar de 12 metros con ejes gemelos
- Modelo de ejes gemelos de 13m (Tourismo M/2)
- Modelo de 3 ejes de 13m (Tourismo M/3)
- Modelo de 3 ejes de 14m (Tourismo L)